# Gli italiani sono matti
Gli italiani sono matti è un film del 1958 diretto da Duilio Coletti e Luis María Delgado.

## Trama
Alcuni prigionieri italiani in un campo di concentramento tedesco hanno scommesso col comandante che in due ore riusciranno a costruire una chiesa.